# Endal
Vous lisez un « bon article » labellisé en 2020.
Endal, né en décembre 1995 et mort le 13 mars 2009, est un chien d'assistance demeurant au Royaume-Uni. Adopté par Allen Parton, ancien militaire handicapé à la suite d'un accident d'automobile, ce retriever du Labrador a plusieurs exploits à son actif que les médias britanniques soulignent, comme utiliser un guichet automatique bancaire, charger un lave-linge et porter secours à son maître inconscient.
Récipiendaire de plusieurs distinctions, Endal est décrit comme « le chien le plus décoré au monde » et qualifié de « Chien du millénaire »,. 
Filmé par plusieurs équipes de tournage dans le monde, il détient quelques premières au Royaume-Uni en tant que chien d'assistance.

## Biographie
Endal, né en décembre 1995, est un  authentique retriever du Labrador jaune. Dès sa naissance, il souffre d'ostéochondrite aux deux pattes avant, une maladie dont il ne guérit jamais,. Malgré cette condition, Canine Partners, un organisme caritatif britannique, accepte de l'entraîner comme chien d'assistance sans que l'animal, toutefois, ne complète le programme à la suite de son adoption.
Vers la fin des années 1990,, Endal est en effet adopté par le Britannique Allen Parton. Ancien officier de la Royal Navy, sa carrière militaire est interrompue à la suite de blessures à la tête subies lors d'un accident d'automobile. En conséquence, il souffre d'une sévère réduction de mémoire, éprouve de grandes difficultés à parler, est incapable de percevoir le monde physique hors de sa vue, ne peut estimer la vitesse des véhicules et est physiquement handicapé à vie (il est confiné à une chaise roulante). 

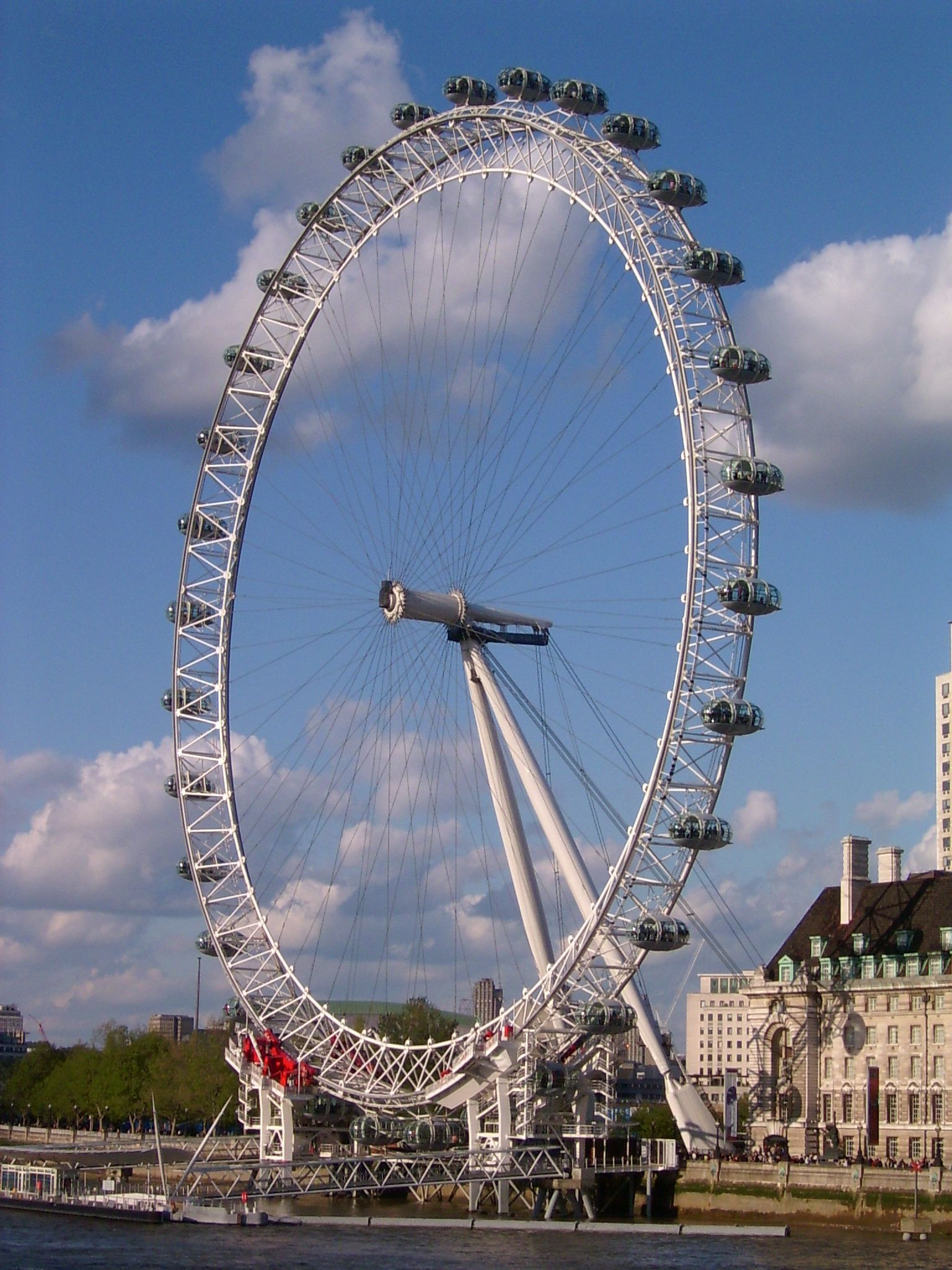
Endal est, en 2003, le premier chien à faire un tour à bord du London Eye.

Pendant une longue période, Parton est incapable de parler en présence d'Endal, se limitant à des gestes simples.
L'homme a affirmé que, dès qu'ils ont vécu près l'un de l'autre, Endal a démontré qu'il comprenait ses souhaits et ses besoins. Parton a aussi déclaré qu'il doit à Endal la guérison de sa première dépression, qu'il qualifie de sévère, induite à la fois par ses blessures à la tête et son handicap.
Au supermarché, Endal peut prendre des produits sur les tablettes et les déposer dans un chariot de supermarché. 
Il peut ouvrir un lave-linge, y introduire des vêtements, fermer la porte puis sortir les vêtements de l'appareil.
Au début des années 2000, Allen Parton, qui se trouve dans le stationnement d'un hôtel, est renversé par une automobile puis éjecté de sa chaise roulante. Endal place alors Parton (inconscient) en position latérale de sécurité, ramasse son téléphone mobile qui se trouvait sous une automobile, récupère une couverture rangée dans la chaise roulante, couvre son maître, puis court à l'hôtel pour obtenir de l'aide,. 
Il serait, en 2006, le premier chien à avoir utilisé un guichet automatique. En effet, le retriever du Labrador sait introduire une carte dans le guichet automatique bancaire, la reprendre lorsque l'opération est complétée et remettre la carte dans le portefeuille de son maître.
Le 13 mars 2009, il a alors 13 ans, Endal est euthanasié à cause de ses troubles de santé, dont une crise cardiaque. 
Sa dépouille est enterrée au Ilford Animal Cemetery (en), un cimetière qui ne contient que des tombes d'animaux, près de douze autres chiens qui ont chacun reçu une médaille Dickin.
Endal est présent onze fois à l'exposition canine Crufts, un record.
En plus d'être un ambassadeur de Canine Partners, son image est mise en avant lors de campagnes de levée de fonds pour des organismes caritatifs britanniques, tels que SSAFA, le Royal Naval Benevolent Trust et Seafarers UK,.
Il a été filmé par des dizaines d'équipes de tournage venues de partout sur la planète,.

## Honneurs et distinctions
| Année | Distinctions |
| ----- | --- |
| 2000  | - Dog of the Year remis par la société Prodog - Dog of the Millennium (« Chien du millénaire ») remis par le magazine Dogs Today |
| 2001  | - Local Hero |
| 2002  | - Assistance Dog of the Year - Lifetime Achievement des Golden Bone Awards (premier récipiendaire) - Gold Good Citizen remis par le Kennel Club britannique lors de Crufts 2002 (premier chien d'assistance à le recevoir) - médaille d'or du PDSA |
| 2003  | - Gold Blue Peter badge pour « courage et bravoure exceptionnelles » ; seuls deux chiens l'ont reçu (l'autre en 1991) |
| 2004  | - Lifetime Achievement Award remis lors du Wag and Bone Show |
| 2005  | - Hero Dog of the Year remis par Crufts dans la catégorie « Runner up » |

Les Endal medals ont été créées pour rappeler sa loyauté et son dévouement face au devoir ; ces médailles sont remises à l'issue d'une cérémonie annuelle qui se tient au London Pet Show,. 
En 2009, l’Ilford Animal Cemetery (en) dévoile un Pet tribute tag en l'honneur d'Endal.
En 2012, une rue dans un village anglais est appelée « Endal Way » en son honneur. 
En février 2010, Allen Parton fonde Hounds for Heroes, un organisme caritatif à la mémoire d'Endal visant à soutenir les hommes et les femmes blessés alors qu'ils sont en service dans les forces armées britanniques ou dans les services d'urgence britanniques.

## Dans les médias
En mai 2009, Allen Parton et sa femme Sandra publient Endal chez HarperCollins, où ils relatent leur relation avec le retriever du Labrador et l'influence bénéfique qu'il a eu sur leur vie familiale, ouvrage qui est un best-seller.
Nigel Hemming (en), artiste animalier britannique notoire, dévoile le portrait d'Endal en 2008.
La série documentaire canadienne Dogs With Jobs consacre l'un de ses épisodes à Endal en septembre 2000. Il apparaît aussi dans le livre photographique publié par la série documentaire. Endal apparaît dans le documentaire The Dog that saved our marriage de Sky real Lives, diffusé en mars 2009. National Geographic lui consacre un court documentaire.

### Citations originales
1. ↑  (en) « the most decorated dog in the world »
2. ↑  (en) « Dog of the Millennium »
3. ↑  (en) « outstanding bravery and courage »